# Вершники (фільм, 1924)
«Вершники » (англ. Riders Up) — американська драма режисера Ірвінга Каммінгса 1924 року.

## У ролях
- Крейтон Гейл — Джонні
- Джордж Купер — Генрі, «Щур»
- Кейт Прайс — місіс Райан
- Роберт Броуер — генерал Джефф
- Етель Шеннон — Нора Райан
- Едіт Йорк — мати Джонні
- Шарлотта Стівенс — сестра Джонні
- Гаррі Трейсі — косоокий негр
- Генк Манн